# Gmina Bobowo
Die Gmina Bobowo ist eine Landgemeinde in Polen und liegt im Powiat Starogardzki der Woiwodschaft Pommern. Ihr Sitz befindet sich im Dorf Bobowo (deutsch Bobau).

## Gliederung
Zur Landgemeinde Bobowo gehören sechs Dörfer (deutsche Namen bis 1945) mit einem Schulzenamt:
- Bobowo (Bobau / 1939–42 Dietersfelde)
- Grabowiec (Grabowitz / 1939–42 Buchenwalde, 1942–45 Grabwitz)
- Grabowo Bobowskie (Grabau / 1939–42 Buchenau)
- Jabłówko (Klein Jablau / 1942–45 Kleingabel)
- Smoląg (Smolong / 1942–45 Pechwiesen)
- Wysoka (Wiesenwald / 1939–45 Wiesenwalde).

Weitere Ortschaften der Gemeinde sind Kachmanowo, Mysinek, Rusek (Russek) und Urbanowo.